# Pseudamia rubra
Pseudamia rubra és una espècie de peix pertanyent a la família dels apogònids.

## Descripció
- Pot arribar a fer 5,5 cm de llargària màxima.[5][6]

## Hàbitat
És un peix marí, associat als esculls i de clima temperat que viu entre 3 i 4 m de fondària.

## Distribució geogràfica
Es troba al Pacífic nord-occidental: les illes Ogasawara (el Japó).

## Observacions
És inofensiu per als humans.